# Christianisme positif

« Roue solaire » qui présente les éléments d'une croix et du svastika.

Drapeau associé au « christianisme positif ».

Le christianisme positif était l'expression employée par les idéologues nazis dès le début des années 1920 pour désigner un christianisme conforme à leurs présupposés racistes.
Le thème du « christianisme positif » figure dans le programme en 25 points du Parti ouvrier allemand (DAP), proclamé le 24 février 1920 à Munich par Adolf Hitler et repris ensuite par le parti nazi :
24. Nous exigeons la liberté au sein de l'État de toutes les confessions religieuses, dans la mesure où elles ne mettent pas en danger son existence ou n'offensent pas le sentiment moral de la race germanique. Le Parti en tant que tel défend le point de vue d'un christianisme positif, sans toutefois se lier à une confession précise. Il combat l'esprit judéo-matérialiste à l'intérieur et à l'extérieur, et est convaincu qu'un rétablissement durable de notre peuple ne peut réussir que de l'intérieur, sur la base du principe : l'intérêt général passe avant l'intérêt particulier.
Issue de la critique radicale, cette idéologie s'inspirait des écrits antisémites d'Émile-Louis Burnouf, Houston Stewart Chamberlain et Paul de Lagarde. 

## Le christianisme positif chez Alfred Rosenberg
L'idéologue nazi Alfred Rosenberg a développé une version radicale de ce point de vue dans Le Mythe du vingtième siècle, et désigne le christianisme positif comme une lutte contre le catholicisme :

- Jésus est de race nordique :

Les Amorites fondèrent Jérusalem ; et composèrent la couche nordique de la future Galilée, c’est-à-dire le « cercle des païens » d’où devait surgir Jésus.
- Son message a été déformé notamment par Paul de Tarse :

Ses doctrines (de Paul) constituent jusqu’à aujourd’hui, malgré toutes les tentatives de sauvetage, la base spirituelle juive, pour ainsi dire le côté talmudique oriental de l’Église romaine, mais aussi de l’Église luthérienne.
- La lutte permanente des christianismes positif et négatif :

En 150, le Grec Marcion défend l’idée nordique d’un ordre du monde reposant sur une tension organique et des hiérarchies, en opposition avec la représentation sémite d’une puissance divine arbitraire et de son despotisme sans limites. Pour cette raison, il rejette aussi le « livre de la loi » d’une telle divinité, c’est-à-dire l’Ancien Testament hébreu.
Les christianismes négatif et positif sont depuis toujours en lutte et se combattent aujourd’hui avec encore plus d’acharnement qu’autrefois. Le côté négatif se réclame de la tradition syro-étrusque, de dogmes abstraits et des rites consacrés, le positif réveille de nouveau les forces du sang nordique, consciemment et naïvement, comme autrefois les premiers Germains, quand ils envahirent l’Italie et offrirent leur vie pour fertiliser la terre inculte.
- Pour un christianisme germanique :

Nous comprenons aujourd’hui que les valeurs suprêmes des églises catholique et protestante, en tant que christianisme négatif, ne conviennent pas à notre âme, qu’elles barrent la route aux forces organiques des peuples de race nordique, qu’elles ont à leur faire place et doivent se réformer dans le sens d’un christianisme germanique.
Ludwig Müller, l'évêque du Reich, le chef des chrétiens allemands, a propagé les thèses révisionnistes et racistes du parti. Dans le journal antisémite de Julius Streicher Der Stürmer, le Christ était représenté comme un Aryen antijuif. 
Le but du christianisme positif était de couper les racines juives du christianisme et de créer une religion de transition entre christianisme et paganisme qui parviendrait à réaliser le culte aryen tel qu'imaginé par les chefs du Troisième Reich. Ainsi, l'intérêt pour le védisme de Jakob Wilhelm Hauer était uniquement motivé par des préjugés racistes.
Les nazis les plus radicaux ne prônaient cependant pas le christianisme positif, mais un retour au néopaganisme germanique.
Cette idéologie a été condamnée le 10 mars 1937 par l'Église catholique romaine dans l'encyclique Mit brennender Sorge : 
Qui veut voir bannies de l'Église et de l'école l'histoire biblique et la sagesse des doctrines de l'Ancien Testament blasphème le Nom de Dieu, blasphème le plan de salut du Tout-Puissant, érige une pensée humaine étroite et limitée en juge des desseins divins sur l'histoire du monde.